# AdCLD-CoV19
AdCLD-CoV19는 대한민국 셀리드가 개발중인 코로나19 백신 후보물질이다. 현재 임상 2상 단계에 있다.

## 개요
이 백신은 바이러스 벡터 백신이다. 또한 한 번만 접종해도 항체가 형성된다.

## 임상시험
현재 120명 규모의 2a상을 진행하고 있다. 2021년 상반기까지 2b상에 돌입할 계획이며, 2b/3상은 인도네시아에서 진행할 예정이다.

## 같이 보기
- 셀리드